# سيسيل كوكي
سيسيل كوكي (بالإنجليزية: Cecil Cooke)‏ هو ربان ‏ باهاماسي، ولد في 31 مايو 1923 في ناساو في باهاماس، وتوفي في 1983.

## وصلات خارجية
- سيسيل كوكي على موقع الاتحاد الدولي للملاحة الشراعية (موقع جديد) (الإنجليزية)
- سيسيل كوكي على موقع الاتحاد الدولي للملاحة الشراعية (موقع قديم) (الإنجليزية)
- سيسيل كوكي على موقع اللجنة الأولمبية الدولية (الإنجليزية)
- سيسيل كوكي على موقع أوليمبيديا (الإنجليزية)